# Suzu Chiba
Suzu Chiba (Yokohama, Japó, 11 d'agost de 1975) és una nedadora japonesa retirada especialitzada en proves d'estil lliure llarga distància, on va aconseguir ser medallista de bronze mundial en 1991 en els 400 metres estil lliure.

## Carrera esportiva
Al Campionat Mundial de Natació de 1991 celebrat a Perth (Austràlia), va guanyar la medalla de bronze en els 400 metres estil lliure, amb un temps de 4:11.44 segons, després de l'estatunidenca Janet Evans (or amb 4:08.63 segons) i l'australiana Hayley Lewis.